# Eurocopa Sub-21 de 2007
La Eurocopa Sub-21 de 2007 fue la 27ª edición de dicho torneo de fútbol. Comenzó el 10 de junio y finalizó el 23 de junio de 2007. La sede fue Países Bajos y participaron ocho equipos que avanzaron después de jugar la eliminatoria previa.

## Torneo final
Leyenda: Pts: Puntos; PJ: Partidos jugados; PG: Partidos ganados; PE: Partidos empatados; PP: Partidos perdidos; GF: Goles a favor; GC: Goles en contra; DIF: Diferencia de goles.

### Primera fase

#### Grupo A
| Equipo       | Pts | PJ | PG | PE | PP | GF | GC | DIF |
| ------------ | --- | -- | -- | -- | -- | -- | -- | --- |
| Países Bajos | 7   | 3  | 2  | 1  | 0  | 5  | 3  | 2   |
| Bélgica      | 5   | 3  | 1  | 2  | 0  | 3  | 2  | 1   |
| Portugal     | 4   | 3  | 1  | 1  | 1  | 5  | 2  | 3   |
| Israel       | 0   | 3  | 0  | 0  | 3  | 0  | 6  | -6  |

#### Grupo B
| Equipo          | Pts | PJ | PG | PE | PP | GF | GC | DIF |
| --------------- | --- | -- | -- | -- | -- | -- | -- | --- |
| Serbia          | 6   | 3  | 2  | 0  | 1  | 2  | 2  | 0   |
| Inglaterra      | 5   | 3  | 1  | 2  | 0  | 4  | 2  | 2   |
| Italia          | 4   | 3  | 1  | 1  | 1  | 5  | 4  | 1   |
| República Checa | 1   | 3  | 0  | 1  | 2  | 1  | 4  | -3  |

### Segunda fase
|  | Semifinales             | Semifinales |   |  | Final                 | Final |  |
|  |                         |             |   |  |                       |       |  |
|  | Heerenveen, 20 de junio |             |   |  |                       |       |  |
|  | Países Bajos (pen.)     | 1 (13) *    |   |  |                       |       |  |
|  | Inglaterra              | 1 (12)      |   |  |                       |       |  |
|  |                         |             |   |  |                       |       |  |
|  |                         |             |   |  | Groninga, 23 de junio |       |  |
|  |                         |             |   |  | Países Bajos          | 4     |  |
|  |                         | Serbia      | 1 |  |                       |       |  |
|  |                         |             |   |  |                       |       |  |
|  |                         |             |   |  |                       |       |  |
|  |                         |             |   |  |                       |       |  |
|  | Arnhem, 20 de junio     |             |   |  |                       |       |  |
|  | Serbia                  | 2           |   |  |                       |       |  |
|  | Bélgica                 | 0           |   |  |                       |       |  |

- (*) Tanda de penales más larga de la historia.

#### Final
| 23 de junio de 2007 | Países Bajos                                      | 4:1 (1:0) | Serbia   | Euroborg, Groninga                    |                                       |
|                     | Bakkal 17' · Babel 60' · Rigters 67' · Bruins 87' | Reporte   | Mrđa 79' | Árbitro(s): Damir Skomina (Eslovenia) | Árbitro(s): Damir Skomina (Eslovenia) |

| Bandera de los Países Bajos |
| Campeón                     |
| Países Bajos                |
| 2.o título                  |

## Goleadores
| Jugador           | Selección    | Goles |
| ----------------- | ------------ | ----- |
| Maceo Rigters     | Países Bajos | 4     |
| Leroy Lita        | Inglaterra   | 3     |
| Alberto Aquilani  | Italia       | 2     |
| Ryan Babel        | Países Bajos | 2     |
| Giorgio Chiellini | Italia       | 2     |
| Kevin Mirallas    | Bélgica      | 2     |
| Dragan Mrđa       | Serbia       | 2     |
| Miguel Veloso     | Portugal     | 2     |